# Mohamed Abdelhamid
Mohamed Abdelhamid (29 gennaio 1977) è un ex giocatore di calcio a 5 egiziano.

## Carriera
Come massimo riconoscimento in carriera vanta la partecipazione, con la nazionale egiziana, al FIFA Futsal World Championship 2000 in cui la selezione nordafricana è stata eliminata nel girone del secondo turno comprendente Brasile, Russia e Argentina. Abdelhamid viene selezionato anche al successivo mondiale in cui l'Egitto si ferma al primo turno.